# Liste der Kaiser-Wilhelm-I.-Reiterdenkmäler
Die nach heutigem Kenntnisstand vollständige Liste konzentriert sich auf die realisierten Reiterstandbilder zu Ehren Kaiser Wilhelms I., die teilweise mit umfangreichem Sockelschmuck ausgestattet und mit monumentaler Architektur umrahmt wurden. Zu Einzelheiten sei verwiesen auf H.-J. Jechel: Kaiser Wilhelm I. Reiterdenkmäler (vgl. Literatur). Weitere Kaiserdenkmäler siehe Liste der Kaiser-Wilhelm-I.-Denkmäler.

## Ausgeführte Projekte
| Bild | Standort                                                                  | Verbleib | Material | Künstler                  | Errichtung/ Einweihung | Weitere Informationen |
| ---- | ------------------------------------------------------------------------- | --- | --- | ------------------------- | ---------------------- | --- |
|      | Aachen Theaterplatz                                                       | August 1942 demontiert und auf dem Turnierplatz in der Soers gelagert; März 1943 Bronzefiguren zur Einschmelzung abgeliefert; nach 1945 Sockel abgetragen                                                                                                  | Bronzeguss von Schäffer & Walcker (Standbild) bzw. Aktien-Gesellschaft, vorm. H. Gladenbeck & Sohn Bildgiesserei, Friedrichshagen (Sockelfiguren und Reliefs) | Fritz Schaper             | 18. Okt. 1901          | Gesamthöhe ca. 10 m, Reiterstandbild 4,50 m, Kosten 250.000 M |
|      | Arnsberg-Neheim Heumarkt                                                  | zerstört | Kupfergalvano von Sommer, München (WMF) | Gustav Eberlein           | 1893                   | zunächst auf dem Grundstück des Bildhauers (siehe Hann. Münden), 1897 nach Neheim verkauft |
|      | Berlin (Privatbesitz)                                                     | erhalten | Styropor | (nach) Friedrich Drake    | 16. Aug. 1981          | Nachbildung des Reiterstandbildes von der Kölner Hohenzollernbrücke für die Preußenausstellung Berlin 1981, danach versteigert in Privatbesitz in Berlin-Lichterfelde |
|      | Berlin-Mitte Schlossfreiheit                                              | zerstört 1950, Teile erhalten | Bronzeguss u. a. von Gladenbeck’s Broncegiesserei, Inh. Walter & Paul Gladenbeck, Friedrichshagen                                                             | Reinhold Begas und andere | 22. März 1897          | Hauptartikel: Kaiser-Wilhelm-Nationaldenkmal |
|      | Berlin-Spandau Platz an der Garnisonskirche                               | September 1942: Demontage alle Bronzeteile und Abgabe zur Einschmelzung; 1945 Abtragung des Sockels | Bronzeguss der Kunst- und Glockengießerei Lauchhammer | Franz Dorrenbach          | 14. Apr. 1909          | Reiterstandbild 3 m, Kosten ca. 35.000 M |
|      | Bernburg Karlsplatz                                                       | 1942 Abriss des Denkmals; Abgabe des Reiters zur Einschmelzung | Bronzeguss von Martin & Piltzing, Berlin | Ludwig Manzel             | 22. Mai 1901           | Gesamthöhe ca. 8 m, Reiterstandbild 4 m, Kosten 70.000 M |
|      | Bielefeld vor dem Rathaus                                                 | beseitigt 1921 | Marmor | Eduard Albrecht           | 29. Aug. 1907          | Entwurf von Wilhelm Freiherr von Tettau, Gesamthöhe ca. 6 m, Reiterstandbild 3,50 m, Kosten 30.000 M, 1921 wegen starker Schäden abgetragen |
|      | Bremen Kaiser-Wilhelm-Platz                                               | April 1940: Abgabe der Allegorien zur Einschmelzung; Juni 1942: Reiterstandbild demontiert und eingeschmolzen; 1947: Abbruch des leeren Sockels | Bronzeguss von Aktien-Gesellschaft, vorm. H. Gladenbeck & Sohn Bildgiesserei, Friedrichshagen                                                                 | Robert Bärwald            | 18. Okt. 1893          | Gesamthöhe ca. 7,5 m, Reiterstandbild 4,50 m, Kosten 216.000 M |
|      | Breslau Wallanlagen                                                       | zerstört Oktober 1945 | Bronzeguss von Ferdinand von Miller, München | Christian Behrens         | 4. Sep. 1896           | Gesamthöhe ca. 13 m, Reiterstandbild 6 m, Kosten 600.000 M |
|      | Bromberg Weltzienplatz                                                    | vor der Rückgabe an Polen nach Meseritz gebracht | Bronzeguss von Schäffer & Walcker, Berlin | Alexander Calandrelli     | 17. Sep. 1893          | Gesamthöhe ca. 7 m, Reiterstandbild 4 m, Kosten 73.000 M, 1918 nach Meseritz umgesetzt (siehe dort) |
|      | Chemnitz Marktplatz                                                       | Herbst 1945: Beseitigung des Denkmals; Verschrottung des Reiterstandbildes | Bronzeguss von Lauchhammer | Wilhelm von Rümann        | 22. Juni 1899          | Gesamthöhe ca. 9,20 m, Reiterstandbild 4,65 m, Kosten 171.000 M (einschließlich zweier flankierender Standbilder von Bismarck und Moltke) |
|      | Danzig Platz am Hohen Tor                                                 | April 1945: Nach dem Einmarsch der Sowjets vollständig beseitigt. | Bronzeguss von Gladenbeck’s Broncegiesserei, Inh. Walter & Paul Gladenbeck, Friedrichshagen bei Berlin                                                        | Eugen Börmel              | 21. Sep. 1903          | Gesamthöhe ca. 9 m, Reiterstandbild 4,50 m, Kosten 160.000 M; Einzelheiten siehe auch hier |
|      | Dortmund Hohensyburg                                                      | 1935/36: Umbau des Denkmals; Reiterstandbild erhalten | Bronzeguss von Gladenbeck’s Broncegiesserei, Inh. Walter & Paul Gladenbeck, Friedrichshagen                                                                   | Adolf von Donndorf        | 30. Juni 1902          | Gesamthöhe ca. 9 m, Reiterstandbild 4,50 m, Gesamtkosten 700.000 M (architektonischer Gesamtentwurf Hubert Stier). Umbauarbeiten aufgrund vorgeblicher Substanzschäden. Dabei wurde das Denkmal zugunsten einer an die NS-Architektur angelehnten Gestaltung geändert, die einem Modell des Bildhauers Friedrich Bagdons folgte; siehe auch hier |
|      | Düsseldorf 1. Alleestraße 2. Platz der Dt. Einheit 3. Martin-Luther-Platz | auf dem Martin-Luther-Platz; erhalten | Bronzeguss von Aktien-Gesellschaft, vorm. H. Gladenbeck & Sohn Bildgiesserei, Friedrichshagen                                                                 | Karl Janssen              | 18. Okt. 1896          | Hauptartikel: Kaiser-Wilhelm-Denkmal (Düsseldorf) |
|      | Duisburg Kaiserberg                                                       | 1942: Bronzen zur Einschmelzung abgegeben; 1957: Abtragung des leeren Sockels | Bronzeguss von Schäffer & Walcker, Berlin | Friedrich Reusch          | 2. Sep. 1898           | Gesamthöhe ca. 8 m, Reiterstandbild 5 m, Kosten 160.000 M |
|      | Elberfeld 1. Am Brausenwerth 2. im De-Weerth-Garten                       | März 1937: Abbau des Denkmals; nach Protesten Wiederaufstellung des Reiters auf modernem Sockel im De-Weerth-Garten; 1944: Reiterstandbild zur Einschmelzung; nach 1945: Umgestaltung des Sockels zur „Gedenkstätte für die Opfer des Zweiten Weltkrieges“ | Bronzeguss von Schäffer & Walcker, Berlin | Gustav Eberlein           | 18. Okt. 1893          | Hauptartikel → Kaiser-Wilhelm-Denkmal (Wuppertal), Gesamthöhe ca. 8 m, Reiterstandbild 3,50 m, Kosten 118.000 M |
|      | Erfurt Kaiserplatz                                                        | zerstört 1942 | Bronzeguss von Schäffer & Walcker, Berlin | Ludwig Brunow             | 25. Aug. 1900          | Gesamthöhe ca. 9 m, Reiterstandbild 4,50 m, Kosten 90.000 M |
|      | Essen Burgplatz                                                           | neuer Sockel 1930 (eine Sockelfigur zerstört); erhalten | Bronzeguss von Paul Stotz, Stuttgart | Hermann Volz              | 23. Okt. 1898          | Gesamthöhe ca. 8,5 m, Reiterstandbild 4,50 m, Kosten 197.000 M |
|      | Frankfurt am Main Taunusanlagen                                           | zerstört 1940 | Bronzeguss von Erzgießerei Wilhelm Rupp, Inh. Hans Klement, München                                                                                           | Clemens Buscher           | 10. Mai 1896           | Gesamthöhe ca. 7,5 m, Reiterstandbild 3 m, Kosten 220.000 M |
|      | Frankfurt (Oder) Wilhelmsplatz                                            | zerstört 1944; Sockel nach 1945 abgetragen | Bronzeguss von Aktien-Gesellschaft, vorm. H. Gladenbeck & Sohn Bildgiesserei, Friedrichshagen                                                                 | Max Unger                 | 20. Okt. 1900          | Gesamthöhe ca. 8,5 m, Reiterstandbild 4,50 m, Kosten 75.000 M |
|      | Geislingen an der Stadtkirche                                             | abgetragen 1980; erneuert | Kupfergalvano von WMF | Gustav Eberlein           | 22. März 1894          | Gesamthöhe ca. 5 m, Reiterstandbild 2,50 m, Kosten ca. 10.000 M, wegen starker Schäden 1983 Neuguss (siehe nachfolgend) |
|      | Geislingen Kirchplatz                                                     | erhalten | Bronzeguss von Strassacker, Süssen | (nach) Eberlein           | 12. Juli 1983          | Gesamthöhe ca. 5 m, Reiterstandbild 2,50 m |
|      | Gera Adelheidplatz                                                        | zerstört 1940/1941 | Bronzeguss von Schäffer & Walcker, Berlin | Gustav Eberlein           | 22. März 1894          | Gesamthöhe ca. 10 m, Reiterstandbild 3,50 m, Kosten 37.000 M |
|      | Glogau Wilhelmsplatz                                                      | zerstört 1945 | Bronzeguss von Lauchhammer | Karl Keil                 | 10. Okt. 1900          | Gesamthöhe ca. 8 m, Reiterstandbild 4 m, Kosten 40.000 M |
|      | Görlitz Obermarkt                                                         | zerstört 1942/1944 | Bronzeguss von Lauchhammer | Johannes Pfuhl            | 18. Mai 1893           | Gesamthöhe ca. 12 m, Reiterstandbild 5,50 m, Kosten 150.000 M |
|      | Goslar Kaiserpfalz                                                        | erhalten | in Kupferblech von Martin & Piltzing, Berlin | Walter Schott             | 1900                   | Gesamthöhe ca. 7 m, Reiterstandbild 3,50 m |
|      | Halle (Saale) Park am Martinsberg                                         | zerstört 1943/1947 | Bronzeguss von Lauchhammer | Peter Breuer              | 26. Aug. 1901          | Reiterstandbild 4,50 m, Kosten 350.000 M (für die ganze Anlage einschließlich Standbilder von Bismarck und Moltke), Gesamtentwurf Bruno Schmitz, Mitarbeit von Christian Behrens, im Krieg beschädigt, 1947 endgültig zerstört |
|      | Hamburg Rathausmarkt                                                      | zerstört | Holz / Gips | Engelbert Peiffer         | 17. Juni 1871          | etwas überlebensgroß, als Festdekoration zum Einzug der siegreichen Truppen, später im (alten) Rathaussaal aufgebaut |
|      | Hamburg Holstenwall                                                       | erhalten | Bronzeguss von Lauchhammer | Johannes Schilling        | 20. Juni 1903          | Hauptartikel: Kaiser-Wilhelm-I.-Denkmal (Hamburg) |
|      | Hamburg-Altona Rathausvorplatz                                            | erhalten | Bronzeguss von Aktien-Gesellschaft, vorm. H. Gladenbeck & Sohn Bildgiesserei, Friedrichshagen                                                                 | Gustav Eberlein           | 18. Juni 1898          | Hauptartikel: Kaiser-Wilhelm-I.-Denkmal (Hamburg) |
|      | Hannoversch Münden Eberburg                                               | zerstört | Kupfergalvano von Sommer, München (WMF) | Gustav Eberlein           | 1893                   | zunächst auf dem Grundstück des Bildhauers, 1897 nach (Arnsberg-)Neheim verkauft (s. dort) |
|      | Hannoversch Münden Eberburg                                               | zerstört 1950 | Kupfergalvano von WMF | Gustav Eberlein           | nach 1897              | auf dem Grundstück des Bildhauers |
|      | Heidelberg Ludwigsplatz                                                   | zerstört 1918; Sockel 1920 abgetragen | Bronzeguss von Gladenbeck’s Broncegiesserei, Inh. Walter & Paul Gladenbeck, Friedrichshagen                                                                   | Adolf von Donndorf        | 5. Dez. 1901           | Gesamthöhe ca. 6,5 m, Reiterstandbild 3,50 m, Kosten 39.000 M |
|      | Herne Schäferstraße                                                       | zerstört 1940 | Bronzeguss von Wilhelm Rupp, München | Alois Mayer               | 27. Sep. 1903          | Gesamthöhe ca. 7,2 m, Reiterstandbild 4,20 m, Kosten 38.000 M |
|      | Hildesheim                                                                | zerstört 1942 | Bronzeguss von Aktien-Gesellschaft, vorm. H. Gladenbeck & Sohn Bildgiesserei, Friedrichshagen                                                                 | Otto Lessing              | 31. Okt. 1900          | Gesamthöhe ca. 8 m, Reiterstandbild 4 m, Kosten 92.000 M, Sockel 1955 zum Kriegerdenkmal umgestaltet |
|      | Hohensalza Kaiser-Wilhelm-Platz                                           | zerstört 1919 | Bronzeguss von Gladenbeck, Berlin | Karl Keil                 | 18. Okt. 1899          | Gesamthöhe ca. 8 m, Reiterstandbild 4 m, Kosten 40.000 M |
|      | Karlsruhe Kaiserplatz                                                     | erhalten (vier Sockelfiguren zerstört) | Bronzeguss von Schäffer & Walcker, Berlin | Adolf Heer                | 18. Okt. 1897          | Gesamthöhe ca. 11 m, Reiterstandbild 5,2 m, Kosten 220.000 M |
|      | Kiel Schlossgarten                                                        | erhalten (Sockelfiguren zerstört) | Bronzeguss von Gladenbeck’s Broncegiesserei, Inh. Walter & Paul Gladenbeck, Friedrichshagen                                                                   | Adolf Brütt               | 24. Nov. 1896          | Gesamthöhe ca. 8,5 m, Reiterstandbild 4 m, Kosten 265.000 M |
|      | Koblenz Deutsches Eck                                                     | Skulptur 1945 zerstört (rekonstruiert) | in Kupferblech von Georg Howaldt, Inh. Paul Rinckleben, Braunschweig                                                                                          | Emil Hundrieser           | 31. Aug. 1897          | Reiterstandbild 14 m, Gesamtanlage nach Entwurf von Bruno Schmitz, Kosten 1.200.000 M, Reiterstandbild 1993 in Bronze rekonstruiert (siehe nachfolgend) |
|      | Koblenz Deutsches Eck                                                     | erhalten | Bronzeguss von Gießerei Raimund Kittl, Düsseldorf | (nach) Hundrieser         | 25. Sep. 1993          | Reiterstandbild 14 m, Kosten 3.000.000 DM |
|      | Köln Hohenzollernbrücke                                                   | erhalten | Bronzeguss von Gießer Hermann Gladenbeck, Berlin | Friedrich Drake           | 13. Dez. 1867          | Gesamthöhe nach Neuaufstellung 1957 ca. 11 m, Reiterstandbild 5,7 m, Kosten 116.000 M |
|      | Köln Kaiser-Wilhelm-Ring                                                  | zerstört 1943 | Bronzeguss von Martin & Piltzing, Berlin | Richard Anders            | 18. Juni 1897          | Gesamthöhe ca. 10 m, Reiterstandbild 5 m, Kosten 300.000 M |
|      | Köln-Mülheim Rheinufer                                                    | zerstört 1942 | Bronzeguss von Schäffer & Walcker, Berlin | Clemens Buscher           | 16. Okt. 1898          | Gesamthöhe ca. 7,5 m, Reiterstandbild ca. 3 m, Kosten 68.000 M. Eine am Sockel angebrachte Tafel mit den Namen der 1870/71 gefallenen Mülheimer ist auf dem Kölner Melatenfriedhof erhalten. |
|      | Liegnitz Breslauer Platz                                                  | zerstört 1945 | Bronzeguss von Aktien-Gesellschaft, vorm. H. Gladenbeck & Sohn Bildgiesserei, Friedrichshagen                                                                 | Johannes Boese            | 4. Aug. 1898           | Gesamthöhe ca. 11,5 m, Reiterstandbild 4,60 m, Kosten 80.000 M |
|      | Lübeck am Hauptbahnhof                                                    | erhalten | Bronzeguss von Aktien-Gesellschaft, vorm. H. Gladenbeck & Sohn Bildgiesserei, Friedrichshagen b. Berlin                                                       | Louis Tuaillon            | 30. Mai 1934           | Gesamthöhe ca. 10 m, Reiterstandbild 3,50 m, Kosten 180.000 M, Auftrag 1912, Guss 1921, vor offizieller Aufstellung zunächst in Privatbesitz |
|      | Magdeburg Kaiser-Wilhelm-Platz                                            | zerstört 1946 | Bronzeguss von Lauchhammer | Rudolf Siemering          | 25. Aug. 1897          | Kosten 175.000 M, bereits 1942 demontiert, aber noch bis 1946 eingelagert |
|      | Mannheim Schlossplatz                                                     | zerstört 1942 | Bronzeguss von Schäffer & Walcker, Berlin | Gustav Eberlein           | 14. Okt. 1894          | Gesamthöhe ca. 12 m, Reiterstandbild 6,50 m, Kosten 250.000 M |
|      | Meseritz Bahnhofstraße                                                    | zerstört 1945 | Bronzeguss von Schäffer & Walcker, Berlin | Alexander Calandrelli     | 1929                   | 1919 aus Bromberg nach Meseritz gebracht (siehe dort), erst 1929 aufgestellt, 1945 bei Frontkämpfen zerstört |
|      | Metz Esplanade                                                            | zerstört am 17. November 1918 (hist. Aufnahme des vom Sockel gestürzten Denkmals) | Bronzeguss von Ferdinand von Miller, München | Ferdinand von Miller      | 11. Sep. 1892          | Gesamthöhe ca. 8,5 m, Reiterstandbild 4,50 m, Kosten 120.000 M |
|      | Mönchengladbach Kaiserplatz                                               | zerstört 1940/1942; Sockel nach 1945 abgetragen | Bronzeguss von Gladenbeck, Berlin | Gustav Eberlein           | 18. Juli 1897          | Gesamthöhe ca. 9,5 m, Reiterstandbild 4,40 m, Kosten 78.000 M |
|      | Münster (Westfalen) Neuplatz                                              | zerstört 1942/1944 | Bronzeguss von Aktien-Gesellschaft, vorm. H. Gladenbeck & Sohn Bildgiesserei, Friedrichshagen                                                                 | Friedrich Reusch          | 27. Okt. 1897          | Kosten 105.000 M |
|      | Nürnberg Egidienplatz                                                     | erhalten | Bronzeguss von Lenz, Nürnberg | Wilhelm von Rümann        | 14. Nov. 1905          | Gesamthöhe ca. 7,5 m, Reiterstandbild 4,3 m, Kosten 199.000 M |
|      | Osnabrück Goetheplatz                                                     | zerstört 1944; Sockel nach 1945 abgetragen | Bronzeguss von Schäffer & Walcker, Berlin | Adolf Heer                | 16. Juli 1899          | Gesamthöhe ca. 12 m, Reiterstandbild 5,2 m, Kosten 60.000 M |
|      | Potsdam Lange Brücke                                                      | zerstört 1950 | Bronzeguss von Schäffer & Walcker, Berlin | Ernst Herter              | 11. Apr. 1901          | Gesamthöhe ca. 8 m, Reiterstandbild 4 m, Kosten 217.000 M |
|      | Prenzlau Marktplatz                                                       | zerstört 1943 | Bronzeguss von Lauchhammer | Johannes Schilling        | 18. Juni 1898          | Gesamthöhe ca. 7 m, Reiterstandbild 3,50 m, Kosten 51.000 M |
|      | (Berlin-)Rixdorf (> Berlin-Neukölln) Hohenzollernplatz                    | zerstört 1944; Sockel nach 1945 abgetragen | Bronzeguss von Aktien-Gesellschaft, vorm. H. Gladenbeck & Sohn Bildgiesserei, Friedrichshagen b. Berlin                                                       | Albert Moritz Wolff       | 22. März 1902          | Gesamthöhe ca. 8,5 m, Reiterstandbild 4,50 m, Kosten 60.000 M |
|      | Saarbrücken Alte Brücke (Saarbrücken)                                     | nach 1946 abgetragen | Bronzeguss von Gladenbecks Bronzegießerei, Inh. Walter & Paul Gladenbeck, Friedrichshagen                                                                     | Adolf von Donndorf        | 14. Mai 1904           | Gesamthöhe ca. 7,5 m, Reiterstandbild 4,50 m, Kosten ca. 140.000 M, wurde nach dem Ende des Zweiten Weltkrieges – als Symbol des preußischen Militarismus – auf Befehl der französischen Besatzungsmacht abgetragen. |
|      | Siegen Marktplatz                                                         | zerstört 1942 | Bronzeguss von Schäffer & Walcker, Berlin | Friedrich Reusch          | 18. Okt. 1892          | Kosten 42.000 M |
|      | Sondershausen Kyffhäuser                                                  | erhalten | in Kupferblech von H. Seitz, München | Emil Hundrieser           | 18. Juni 1896          | Hauptartikel: Kyffhäuserdenkmal |
|      | St. Andreasberg                                                           | zerstört | Schneeskulptur | Karl Harzig               | Feb. 1906              | während eines Schneebauwettbewerbs errichtet |
|      | Stettin Paradeplatz                                                       | zerstört 1945 | Bronzeguss von Schäffer & Walcker, Berlin | Karl Hilgers              | 1. Nov. 1894           | Gesamthöhe ca. 11 m, Reiterstandbild 4,50 m, Kosten 250.000 M, gleichzeitig als Kriegerdenkmal für 1870/71 |
|      | Stolp Stefansplatz                                                        | zerstört 1945 | Bronzeguss | Johannes Boese            | 5. Sep. 1910           | Kosten 63.000 M |
|      | Straßburg Kaiserplatz                                                     | zerstört 1918/1920 | Bronzeguss | Ludwig Manzel             | 6. Mai 1911            | Kosten 244.000 M |
|      | Stuttgart Karlsplatz                                                      | erhalten | Bronzeguss von Paul Stolz, Stuttgart | Wilhelm von Rümann        | 1. Okt. 1898           | Gesamthöhe ca. 9,20 m, Reiterstandbild 4,90 m, Kosten 200.000 M |
|      | Waldheim                                                                  | zerstört | Kupfergalvano von WMF | Gustav Eberlein           | 22. März 1897          | Gesamthöhe ca. 5 m, Reiterstandbild 2,50 m, Kosten ca. 10.000 M |
|      | Weißenfels Marktplatz                                                     | zerstört 1949 | Bronzeguss von Schäffer & Walcker, Berlin | Ernst Wenck               | 18. Aug. 1900          | Gesamthöhe ca. 8,20 m, Reiterstandbild 4,20 m, Kosten 68.000 M, Reliefplatten vom Sockel im Stadtmuseum erhalten |
|      | Wriezen Marktplatz                                                        | zerstört 1942/1944 | Bronzeguss von Gladenbeck, Berlin | Heinrich Splieth          | 1. Sep. 1912           | Gesamthöhe ca. 7,40 m, Reiterstandbild 3,90 m, Kosten 25.000 M, Sockel mit Granitplatten 1975 entfernt |

## Geplante, aber nicht realisierte Projekte
| Bild | geplanter Standort | Verbleib  | Material | Künstler                                                                                       | Datierung                        | Weitere Informationen                                                                        |
| ---- | ------------------ | --------- | -------- | ---------------------------------------------------------------------------------------------- | -------------------------------- | -------------------------------------------------------------------------------------------- |
|      | Neuss, am Zeughaus | unbekannt | Gips     | Architektur: Franz Brantzky ------------------------ Reiterstandbild: Johann Baptist Schreiner | 1914 (Entwurf) 1915 (Errichtung) | wegen des Ersten Weltkriegs nicht mehr realisiert                                            |
|      | Stendal            | unbekannt | Gips     | Peter Breuer                                                                                   | 1914 (Entwurf)                   | wegen Beginn des Ersten Weltkriegs nicht mehr realisiert                                     |
|      | Stralsund          |           |          |                                                                                                |                                  | 30. Juni 1912 „Blumentag zm Besten des Kaiser Wilhelm I.-Denkmals“, Projekt nicht realisiert |

## Statuetten und Repliken
Die Entstehungszeit einiger der nachfolgend genannten Reiterstatuetten belegt auch Exemplare Wilhelm I. als König von Preußen. Ebenfalls angeführt sind auch Reiterstatuetten Kaiser Wilhelm II. (Bildhauer Kaffsack u. Schroeder).
| Bild | Verbleib                                                                           | Material Größe       | Künstler                            | Datierung | Weitere Informationen |
| ---- | ---------------------------------------------------------------------------------- | -------------------- | ----------------------------------- | --------- | --- |
|      |                                                                                    |                      | Anonymus                            |           | versteigert Auktionshaus Leo Spik, Berlin: Reiterstatuette (Kaiser Wilhelm I.). Versilbert. Auf rechteckigem Sockel Inschriftentafeln mit den Namen adliger Kriegsteilnehmer (nach der Schlacht von Königgrätz?). H. o. S. 9 cm. Schieferplatte 2 × 16 × 9 cm |
|      |                                                                                    |                      | Anonymus                            | 1888      | „Neueste Mittheilungen“ VII. Jahrgang, No. 78, Freitag, den 17. August 1888: Der commandirende General des 15. Armeecorps General der Cavallerie von Heuduck hat am 15. d. Mts. in Straßburg sein funfzigjähriges Dienstjubiläum begangen. Von Sr. Majestät dem Kaiser ist ihm das Großkreuz des Rothen Adlerordens verliehen, von den Officieren und höheren Beamten des Armeecorps ein prachtvolles Ehrengeschenk, eine Reiterstatuette Kaiser Wilhelms I. auf reich ausgestattetem Untergrund dargebracht worden. |
|      | Köln, Stadtmuseum                                                                  |                      | Richard Anders                      | 1897      | Replik des 1897 in Köln errichteten Reiterdenkmals |
|      | Karlsruhe, Kunsthalle                                                              | Kupfer (Galvano)     | Carl Hans Bernewitz (nach R. Begas) | 1897      | Replik der Gesamtanlage des 1897 in Berlin errichteten Nationaldenkmals |
|      | 1) Berlin, Stiftung Staatliche Schlösser und Gärten 2) Berlin, Berlinische Galerie | Bronze 40 cm         | Carl Hans Bernewitz (nach R. Begas) | 1897      | Replik des 1897 in Berlin errichteten Nationaldenkmals; Guss Gladenbeck („Katalogware“) |
|      |                                                                                    |                      | Alexander Calandrelli               | (1893)    | Angabe nach seiner Biografie in: Müller-Künstlerlexikon, 1882; von Calandrelli 1893 das Reiterdenkmal in Bromberg |
|      |                                                                                    |                      | Carl Dorn                           | 1894      | auf der Großen Berliner Kunstausstellung 1894; von der WMF Geislingen als Katalogware vertrieben |
|      | Koblenz, Mittelrheinmuseum                                                         | Hohlgalvano          | Emil Hundrieser                     | 1892      | Entwurf zum Reiterdenkmal am Deutschen Eck Koblenz |
|      |                                                                                    |                      | Joseph Kaffsack                     | 1890      | Hinweis: Reiterstatuette Kaiser Wilhelm II. |
|      |                                                                                    |                      | Karl Keil                           | vor 1889  | Handelsware in Zink und Bronze von Gladenbecks Broncegiesserei, Inh. Walter & Paul Gladenbeck. Die maschinell vergrößerte Reiterstatuette wurde nach dem Tod von Bildhauer Keil – autorisiert durch seine Witwe – in Glogau und Hohenzalza als Reiterdenkmal aufgestellt (siehe oben). |
|      |                                                                                    | Bronze               | Heinrich Pohlmann                   | 1871      | Geschenk der Kaiserin Augusta zum 80. Geburtstag für ihren Mann Wilhelm I. |
|      |                                                                                    | Silber, Marmorsockel | Friedrich Reusch                    | 1900      | originalgetreue Replik des Denkmals in Münster/W.; hergestellt von der Firma Arnold Künne in Altena, Ehrengabe für den Minister Konrad von Studt |
|      |                                                                                    |                      | C. Schroeder                        | 1891      | Hinweis: Reiterstatuette Kaiser Wilhelm II. / auf der internationalen Kunstausstellung Berlin 1891 |
|      |                                                                                    | Bronze               | Heinrich Walger                     | 1884      | 50 cm hoch, Guss 1884 in Lauchhammer |